# Julian Jaynes
Pour les articles homonymes, voir Jaynes.
Julian Jaynes (27 février 1920 - 21 novembre 1997) est un psychologue américain. Il est surtout connu pour sa théorie de la bicaméralité, présentée dans son livre La naissance de la conscience dans l'effondrement de l'esprit [bicaméral]. Cette théorie affirme que l'esprit humain était autrefois constitué de deux parties, une qui « parlait » et formulait la décision à prendre dans les situations de stress, l'autre qui écoutait et obéissait. Aucune de ces deux parties n'étaient véritablement conscientes au sens où on l'entend aujourd'hui, et la conscience serait apparue progressivement, au fur et à mesure que l'esprit bicaméral, comme il nomme cet état, disparaissait.
Il ne s'agit d'ailleurs pas, à proprement parler, d'une disparition mais de la conversion de l'usage de la seconde chambre (hémisphère droit pour les droitiers qui n'ont pas une latéralisation cérébrale inversée). Celle-ci a plusieurs fonctions intriquées, en particulier la métis, le dialogue intérieur et donc globalement la conscience subjective.
Cette théorie, comme il l'explique dans la préface de son ouvrage majeur, lui fut en grande partie inspirée par les résultats des premières hémisphérectomies et surtout commissurotomies (en) effectuées dans les années 1950 par le neurophysiologiste américain Roger Sperry afin de traiter des cas d'épilepsie aigüe par voie intrusive.

## Biographie
Julian Jaynes est né le 27 février 1920 à Newton dans le Massachusetts. Passionné très tôt par les questions de l'art et de l'origine de la conscience humaine, il commence à étudier la philosophie et la littérature à l'université Harvard en 1940. En 1943, il entre à l'université McGill où il se détourne de la philosophie traditionnelle pour s'acheminer vers la psychologie. Après une courte expérience de chargé de cours à l'université de Toronto fin 1944, il poursuit ses études à l'université Yale en 1945, obtient une maîtrise et un doctorat et travaille comme assistant de recherche. Il continue sa carrière en 1964 à l'université de Princeton, où il enseigne la psychologie de 1966 à 1990. Il décède le 21 novembre 1997 à Charlottetown dans l'Île-du-Prince-Édouard.

## La Naissance de la Conscience dans l'effondrement de l'esprit bicaméral
Dans La Naissance de la conscience dans l'effondrement de l'esprit bicaméral, le psychologue américain Julian Jaynes soutient que la conscience réflexive, proprement humaine, est permise par un processus métaphorique enraciné dans le mode de perception visuelle. Jaynes met en place une nouvelle terminologie pour étudier le phénomène métaphorique d'un point de vue phénoménologique et cognitif. Pour lui, à la base de tout langage existe la perception brute, qui est le mode de compréhension premier du monde : il s'agit ensuite de parvenir à une métaphore de cette chose, en lui substituant quelque chose qui nous soit plus familier. 
Le travail métaphorique de la compréhension implique :
- des métaphrandes (les choses à décrire) ;
- des métapheurs (les choses aidant à décrire les précédentes) ;
- des parapheurs (les mots associés aux métapheurs, sèmes en quelque sorte contenus dans la connotation) ;
- des paraphrandes (les mots associés aux choses à décrire et que la langue possède).

Pour Jaynes, tout découle de ce processus et même les modèles les plus complexes et abstraits : « Une théorie est [donc] une métaphore entre un modèle et des données » dit-il. Le langage lui-même vient de la métaphore. En cela Jaynes réalise un point de vue révolutionnaire de la conception couramment admise : la métaphore peut en effet se figer, et former le vocabulaire qui peu à peu perd toute référence à l'analogie première (exemple : les « ailes » de l'avion, ou encore le verbe « être », qui vient du sanscrit bhu (« pousser » ou « faire pousser »), renvoyant à la métaphore d'une action réelle s'appliquant à un élément mental). L'étymologie est ainsi pour Jaynes résultat de métaphores. Le langage a peu à peu, du concret à l'abstrait, monté « les marches qu'étaient les métaphores » et a permis ainsi de spatialiser en conscience le Réel : 

« Le lexique du langage, donc, est un ensemble fini de termes qui, par le biais de la métaphore, peut s'étendre sur un ensemble infini de situations, allant même jusqu'à en créer ainsi de nouvelles. »

La conscience s'entend pour Julian Jaynes avant tout comme un espace mental métaphorique, que l'expérience agrandit à chaque nouvelle prise de conscience. Le processus corollaire de la narratisation vient ensuite lier ces expériences en un tout logique donnant la réflexivité. Jaynes distingue ainsi plusieurs procédés de métaphorisation

« Il y a donc toujours deux termes dans la métaphore: la chose à décrire, que j'appellerai le métaphrande, et la chose ou le rapport utilisé pour l'élucider, que j'appellerai le métapheur. Une métaphore est toujours un métapheur connu s'appliquant à un métaphrande moins connu. j'ai inventé ces termes hybrides par simple référence à la multiplication où un multiplicateur opère sur un multiplicande. »

### Les procédés premiers
- Exemples 1 : « zip, clash, fouet, gifle, casse, pluie, griffe, craque, ronron, jappe, langue ».

Tout ce qui fait du bruit est désigné par un mot dont le son produit par la bouche est proche de ce qui est désigné : c'est l'onomatopée.
- Exemple 2 : « boule ».

Si une chose ressemble à la forme que prend le visage lors de la prononciation du mot alors le mot est utilisé pour la chose. Pour Jaynes en effet le corps et la peau sont de puissants métapheurs.

### Le procédé «savant»
- Exemples : « métaphore, analogie, économie, construction, hippopotame ».

Deux mots dits « racines » sont mis côte à côte pour en constituer un troisième, comme dans les néologismes. On parle alors en lexicologie de dérivation lexicale. Ces métaphores figées par le temps sont néanmoins des métaphrandes.

### Le procédé anthropomorphe
- Exemple : « la tête du clou ».

Le clou est créé, au lieu d’inventer un mot ex nihilo, on compare le clou au corps d’un homme et on dit qu’il a une « tête ». Le même procédé est utilisé lorsque l’on parle des pieds et des bras du fauteuil, de la bouche d’égout, des yeux du bouillon, du nez de l’avion, de l’épaulement d’un relief, de la jambe de force et de la cheville ouvrière. En linguistique, il s'agit du procédé de la métonymie, très proche de la métaphore, qui consiste à désigner un tout par une de ses parties, un effet par la cause, l'agent par l'instrument notamment. Pour certains auteurs comme Patrick Bacry ou le Groupe µ, la métonymie est un type de métaphore, mais procédant à l'inverse sur les axes linguistiques.

### Le procédé zoomorphe
- Exemple 1 : « l’aile de l’avion ».

Le mot utilisé est pris parmi les mots disponibles antérieurement pour désigner une « partie » d’être vivant. Les mots ouïes, écailles, bec, plume, corne, queue, sabot, etc. sont utilisés pour désigner toute une palette de créations humaines, par un procédé là aussi métonymique.
- Exemple 2 : « l’espadon ».

C’est le procédé inverse. Un espadon est d’abord une grande épée – spada – avant de désigner le bec d’un poisson. Il s'agit alors d'une extension lexicale.
On remarquera que des langues comme l'anglais et le français usent d'une métaphore passée dans l'usage pour désigner « le dos de la main », alors qu'elles ont chacune un mot à part entière pour désigner la paume, d'usage plus fréquent.

### Le langage métaphorique de l'esprit
Pour Jaynes, « comprendre une chose, c'est parvenir à une métaphore de cette chose en lui substituant quelque chose qui nous soit plus familier ». Mais la métaphore ne permet pas seulement de créer du langage, ou des modèles et théories scientifiques parmi les plus abstraites (comme les mathématiques). Jaynes considère que la métaphore est la fonction d'appropriation de la conscience d'éléments extérieurs avec lesquels elle se bâtit, par analogie ; le monde réel étant le métapheur. On se représente ainsi la conscience comme une étendue, un temps (le train de pensées) et un ego, par analogie avec le monde réel, via le processus métaphorique : « L'esprit conscient subjectif est l'analogie de ce qu'on appelle le monde réel »,  dit-il.
Plus encore, pour Jaynes, la conscience étant par définition non visible dans le monde réel, et l'esprit ne pouvant appréhender que ce qui existe physiquement, il en déduit que jamais on ne pourra approcher la conscience dans sa pure représentation. Jamais une théorie scientifique n'en expliquera la nature : on ne peut l'approcher que par métaphores. Par exemple le modèle de la tabula rasa (« table vierge ») qui servit à John Locke dans son Essai sur l'entendement humain, notamment, pour imaginer la conscience comme un espace sur lequel l'expérience imprimait ses marques, est une métaphore ne rendant compte que d'une seule propriété de la conscience : la mémoire (ce que Jaynes appelle dans son jargon : l' extraction).

### La métaphore: dire l’abstrait avec un mot concret
La définition restrictive de la métaphore, selon Jaynes, est « Dire l’abstrait avec un mot concret ».
- Exemple : « il a balayé les arguments de l’adversaire ».

De même que dans les procédés décrits ci-avant, il y a deux termes dans une métaphore. Il y a le terme qui existe avant, ou qualificateur que Julian Jaynes propose de désigner par le terme de métapheur. Il correspond plus ou moins bien au degré conçu du Groupe µ ou au comparé de la rhétorique traditionnelle. La métaphore est employée dans une situation où le locuteur veut désigner une action, ou l’effet abstrait d’une action qui, jusqu’alors, n’avait pas été désigné, et dont la langue de base ne peut rendre compte. Le principe d’économie est utilisé, qui lui fait chercher un mot déjà existant qui représente suffisamment les qualités de la chose à qualifier. Julian Jaynes nomme cet élément à qualifier métaphrande.  Il correspond plus ou moins au degré perçu du Groupe µ.
Dans notre exemple, le métapheur « se servir d’un balai » est utilisé pour désigner le métaphrande « faire que les arguments disparaissent, soient éliminés ». On voit immédiatement qu’on ne peut pas désigner le métaphrande autrement que par un métapheur (briser, détruire, éliminer, etc. les arguments). Dans cet exemple en effet, les métapheurs font partie de deux groupes avec des gradients de violence croissants : balayer, briser, détruire, éliminer. On passe de l’activité domestique du nettoyage à l’activité criminelle : se construit un champ symbolique permis par la métaphore, et sans laquelle aucun imaginaire ne pourrait exister.

### Les ensembles cohérents de métapheurs
Julian Jaynes observe des ensembles cohérents de métapheurs dans la description d’une théorie scientifique, dans la description d’un système technique abstrait comme le modèle de l'Internet :
- Exemples 1 : « réseau », « toile », « net », « web », « Dreamweaver ».

Ces métapheurs sont tous dans le même champ d’activité humaine « primitive » du tissage ou du nouage de filets. Les qualités des métaphrandes désignés (les ordinateurs et les câbles qui les relient) sont d’être comme « noués, tissés, tressés ». Grâce à cette guipe physique, les internautes « tissent des liens » économiques, politiques, amoureux, etc.
Comme tout jeu de métapheurs, celui-ci connaît des limites dans sa capacité à exprimer ce qui se passe. Il faut donc d’autres métapheurs.
- Exemple 2 : « la Toile » pour Internet. Pour les francophones en particulier, la toile devient un océan porteur d’internautes qui utilisent un logiciel navigateur. Pour les anglophones, la toile devient une prairie : le logiciel que nous venons d’évoquer est un brouteur (browser).

- Exemple 3 : « Notre entreprise est une équipe gagnante qui a le vent en poupe pour emporter le challenge. Le nouveau directeur a pris le relais. Il a défini les nouvelles cibles. Les équipes sont dans les starting blocks ». L’auteur nous amène sur le terrain-métapheur sportif pour décrire le métaphrande-entreprise au travail.